# Ulf Nilsson
Ulf Nilsson (ur. 18 września 1948 w Helsingborgu, zm. 22 września 2021) – szwedzki pisarz, autor książek dla dzieci i młodzieży.
W Polsce opublikowano:
| L.p. | Tytuł polski                          | Tytuł oryginalny                         | Ilustrator         | Tłumacz                   | Wydawnictwo             | Rok pierwszego wydania w Szwecji | Rok pierwszego wydania w Polsce |
| ---- | ------------------------------------- | ---------------------------------------- | ------------------ | ------------------------- | ----------------------- | -------------------------------- | ------------------------------- |
| 1    | Mistrz i czterej skrybowie            |                                          |                    | Tomasz Pańkowski          | Wydawnictwo Czarna Owca |                                  | 2001                            |
| 2    | Żegnaj, panie Muffinie!               | Adjö, herr Muffin                        | Anna-Clara Tidholm | Hanna Dymel-Trzebiatowska | Wydawnictwo EneDueRabe  | 2002                             | 2008                            |
| 3    | Kret sam na scenie                    | Ensam mullvad på en scen                 | Eva Eriksson       | Anna Szmit                | Wydawnictwo EneDueRabe  | 2012                             | 2013                            |
|      | Komisarz Gordon. Pierwsza sprawa      | Kommissarie Gordon. Det första fallet    | Gitte Spee         | Barbara Gawryluk          | Wydawnictwo Literackie  | 2013                             | 2017                            |
| 5    | Komisarz Gordon. Ostatnia sprawa?     | Kommissarie Gordon. Det sista fallet?    | Gitte Spee         | Barbara Gawryluk          | Wydawnictwo Literackie  | 2015                             | 2018                            |
| 6    | Komisarz Gordon. Jeszcze jedna sprawa | Kommissarie Gordon. Ett fall i alla fall | Gitte Spee         | Barbara Gawryluk          | Wydawnictwo Literackie  | 2016                             | 2018                            |
| 7    | Hurra, są Święta!                     | Tjoho, nu är det jul!                    | Emma Adbåge        | Marta Wallin              | Wydawnictwo Zakamarki   | 2017                             | 2017                            |